# ورمله
ورمله، روستایی از توابع بخش کاکاوند شهرستان دلفان در استان لرستان ایران است.

## جمعیت
این روستا در ۱۰ کیلومتر بعداز شهر هرسین به سمت نورآباد قرار دارد. از این روستا تقریباً چیزی جز یک نام و تعدادی بنای مخروبه گلی چیزی باقی نمانده.قالب ساکنین این روستا تابستان‌ها را در روستای بالا دستی (یکشبه) زندگی می‌کنند و زمستان راه هرسین رادر پیش می‌گیرند.
کمبود آب و نداشتن برق و زمینهای زراعی دیم با بهره‌وری ناچیز روستاییان ورمله را شهرنشین نموده‌است.
کشت گندم دیم و نخود دیم در این روستا رواج دارد.
پل ورمله که در زمان جنگ جهانی دوم و در زمان اشغال ایران توسط ارتش بریتانیا بر روی رودخانه کوچک ورمله ساخته شده تنها آثار قدیمی بجا مانده از گذشته‌است.
روستاهای گشور علیا و گشور سفلی و یکشبه از روستاهای اطراف ورمله است. اهالی ورمله به صداقت و َسادگی و بی آلایشی مشهورند. دردوران جنگ تحمیلی این روستا ۴شهید تقدیم نظام کرده است. همچنین در جنگ جهانی دوم اهالی این روستا از خود رشادت بسیار نشان داده اند و در مقابل قوای روس ایستاده آند و مانع عبور آنها  به سمت کاکاوند شده اند و تلفاتی را به آنها وارد کرده اند.
چشم‌انداز زیبای ورمله از ارتفاعات یکشبه و باغات گردو آن در منطقه دلفان دارای شهرت ویژه ای است. 
در روستای یک‌شبه دو قنات باستانی وجود دارد اما دولت تصمیم به لایروبی و مرمت آنها نکرده است.و اهالی این روستا برای آبیاری باغ های گردو دچار مشقت و سختی می باشند.